# Polygonum longiocreatum
Polygonum longiocreatum är en slideväxtart som beskrevs av Harley Harris Bartlett. Polygonum longiocreatum ingår i släktet trampörter, och familjen slideväxter. Inga underarter finns listade i Catalogue of Life.